# اچ‌ام‌اس پاکتولوس (۱۸۹۶)
اچ‌ام‌اس پاکتولوس (۱۸۹۶) (به انگلیسی: HMS Pactolus (1896)) یک کشتی بود که طول آن ۳۱۳ فوت ۶ اینچ (۹۵٫۶ متر) بود. این کشتی در سال ۱۸۹۶ ساخته شد.